# A39 (autoestrada)
O IC21 - Via Rápida do Barreiro, é a denominação de uma curta via rápida em perfil de autoestrada em Portugal, que faz a ligação entre a  A 2  (Autoestrada do Sul) e todo o concelho do Barreiro. A numeração A39 está reservada caso esta estrada venha a ser convertida numa autoestrada.
Ao longo de 9.4 km, esta via rápida percorre núcleos urbanos importantes (Santo António da Charneca, Cidade Sol, Vila Chã, Quinta da Lomba e Alto do Seixalinho), desembocando no Lavradio. O IC21 termina numa rotunda que dá acesso às localidades do Lavradio e, a 500 metros, à localidade de Baixa da Banheira, no concelho da Moita.
Nesta via rápida, a velocidade praticada varia entre os 100 km/h na esmagadora maioria do troço e os 70 km/h na aproximação do seu término (km 8), já perto da zona do Centro Hospitalar Barreiro Montijo, EPE. A sua alternativa é o acesso pela N10-3, que se desenvolve junto ao Rio Coina.
Está projetada uma travessia para Lisboa, mas devido à crise económica que afetou Portugal, ainda não há data de conclusão.   

## Estado dos Troços
| Troço                        | Situação                                                                                  | km  |
| ---------------------------- | ----------------------------------------------------------------------------------------- | --- |
| A 2 - Barreiro (Lavradio)    | Em serviço (década de 1980)                                                               | 9,4 |
| Barreiro (Lavradio) - Lisboa | Projeto concluído mas suspenso por tempo indeterminado Conclusão não se encontra prevista | 16  |

## Perfil
| Troço                     | Perfil | Extensão |
| ------------------------- | ------ | -------- |
| A 2 - Barreiro (Lavradio) |        | 9 km     |

## Saídas

### Coina - Lavradio
| Número da Saída            | Nome da Saída                                                                       | Estrada que liga |
| -------------------------- | ----------------------------------------------------------------------------------- | ---------------- |
|                            | proveniente de Lisboa / Setúbal / SUL                                               | A 2              |
| Praça de Portagem de Coina |                                                                                     |                  |
| 1                          | Coina / Penalva / Palmela / Azeitão Autoeuropa                                      |                  |
| 2                          | Montijo / Lisboa (via Ponte Vasco da Gama) / Moita                                  | A 33             |
| 2A                         | Monte da Caparica / Coina A 2 SUL / A 12 Setúbal (apenas direção Barreiro)          | A 33             |
| 3                          | Santo António da Charneca / Vila Chã / Palhais                                      | N 11-2           |
| cruzamento 4               | Santo André / zona Industrial / Mercado Abastecedor Moita / Alhos Vedros / Vila Chã |                  |
| cruzamento 5               | Alto do Seixalinho / Barreiro (Centro) / Hospital Baixa da Banheira / Estádio       |                  |
|                            | direcção Barreiro / Lavradio / Baixa da Banheira                                    | EN11             |
| Lavradio                   |                                                                                     |                  |
| (projetado)                | Terceira Travessia do Tejo (Lisboa - Chelas)                                        | Segunda circular |